# Pawlo Kasarin

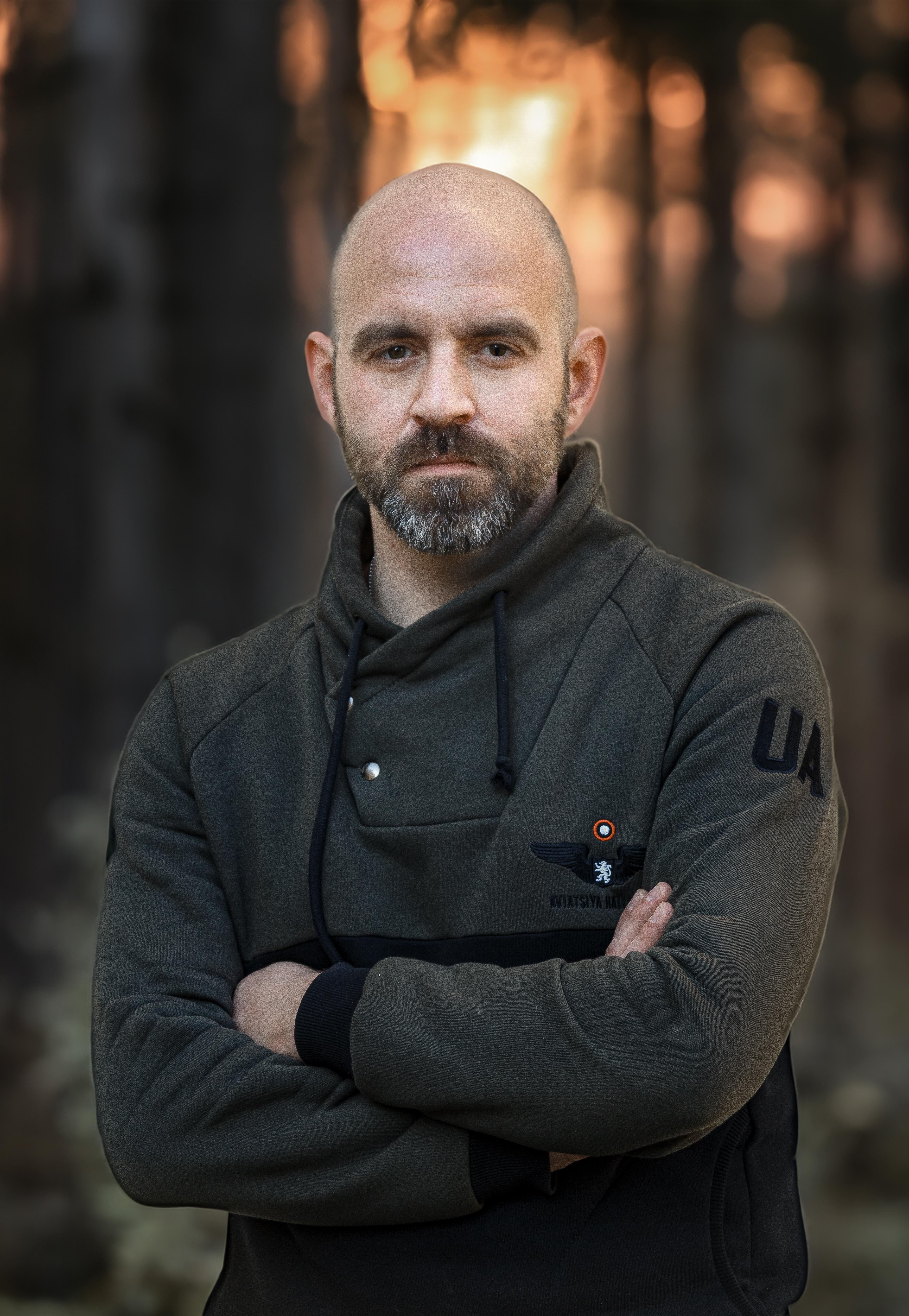
Pawlo Kasarin, 2024

Pawlo Wolodymyrowytsch Kasarin (ukrainisch Павло Володимирович Казарін; * 3. Dezember 1983 in Simferopol) ist ein ukrainischer Journalist, Publizist, Fernseh- und Radiomoderator.

## Leben
Im Jahr 2006 schloss Kasarin sein Studium der Philologie an der Wernadskyj-Universität in Simferopol. Seit 2004 arbeitet er in den Medien.
Ende März 2014, nach der Annexion der Krim, erhielt er in Simferopol einen russischen Pass als Bürger der Russischen Föderation. Im Januar 2021 schloss Kasarin das Verfahren zum Austritt aus der russischen Staatsbürgerschaft ab.
Mit dem Beginn der russischen Invasion in der Ukraine trat er den Streitkräften der Ukraine bei.

## Werke
- Дикий Захід Східної Європи. Vivat, Charkiw 2021, ISBN 978-966-982-688-6
  - Der Wilde Westen Ost-Europas. Aus dem Ukrainischen übersetzt von Christian Weise. ibidem, Hannover 2024 (Ukrainian Voices; 72). 283 S. ISBN 978-3-8382-1843-4.

## Auszeichnungen
- 2025: Taras-Schewtschenko-Preis[4]
- 2022: BBC – Buch des Jahres in der Kategorie Essay[5]
- 2022: Sonderauszeichnung des Jurij-Schewelow-Preises[6]
- 2020: Heorhij-Gongadse-Preis[7]